# Wilhelm Melchior Schjelderup
Wilhelm Melchior Schjelderup, född 14 augusti 1857 i Bergen, död 16 juli 1929, var en norsk lokalhistoriker. 
Schjelderup var från 1892 är "overretssakfører" i sin födelsestad och tog 1894 initiativ till upprättandet av Bergens historiske förening. Bland hans många skrifter av lokalhistorisk art märks Bergens næringsliv i ældre og nyere tid (häften 1–3, 1902), Selskabet for de norske fiskeriers fremme (1905) och Bergens børs og dens mænd 1813–1913 (1913).